# Salto con pértiga
El salto con pértiga (también llamado salto con garrocha) es una prueba del actual atletismo que tiene por objetivo superar una barra transversal situada a gran altura con ayuda de una pértiga (garrocha) flexible. Esta pértiga tiene normalmente de 4 a 5 metros de longitud y suele ser de fibra de vidrio y carbono. 

## Ejecución
El saltador toma la pértiga unos centímetros antes del final de la misma, efectúa una carrera progresiva hacia el foso, clava la punta de la pértiga en un cajetín metálico situado en el suelo, con una profundidad de 20 cm, y salta adelante y llega doblando la pértiga; se coloca en una buena posición para recibir el impulso de la misma y extiende el cuerpo hacia arriba ayudándose del impulso de los brazos. Cruza el listón ventralmente con los pies por delante y luego cae en la colchoneta. El atleta puede hacer alejar hasta 80 cm el saltómetro de la perpendicular sobre el fin del cajetín para adecuar la profundidad del listón.
Esta prueba, que requiere una buena velocidad de carrera, músculos fuertes en la espalda y una gran habilidad gimnástica, figura en el programa de atletismo en los Juegos Olímpicos desde su primera edición de Atenas 1896, en lo que respecta a la categoría masculina. La categoría femenina no debutó hasta la edición de Sídney 2000.
Es la antepenúltima de las diez pruebas de atletismo en la categoría de decatlón hombres y tercera en mujeres, y también la penúltima de las siete pruebas del heptatlón hombres (pista cubierta).
Motivos de intento nulo
- El listón no se queda sobre los soportes por acción del atleta en el salto.
- El atleta o la pértiga tocan el suelo o la zona de caída más allá del plano vertical de la línea superior del tope del cajetín, sin franquear el listón.
- Después del despegue coloca la mano inferior por encima de la superior o desplaza esta hacia lo alto de la garrocha (acción de trepar por la pértiga).
- Sujeta, estabiliza o recoloca con la mano el listón durante el salto.
- Retraso en la ejecución del intento.

## Récords
En 1994 el ucraniano Serguéi Bubka, considerado el mejor saltador de pértiga de la historia hasta ese entonces, se convirtió en el primer atleta que superó los 6 metros de altura. Posteriormente, dejó el récord del mundo en 6,14 m al aire libre (outdoor) y 6,15 m en pista cubierta (indoor). Fue superado en 2014 por Renaud Lavillenie que alcanzó 6,16 m (indoor). En 2020, el atleta sueco Armand Duplantis superó ambos récords, llegando a 6,18 (indoor) en febrero, y logró el récord mundial el 25 de febrero de 2023 en Clermont-Ferrand, donde superó su propia marca al lograr un salto de 6,22 m.
El actual récord mundial lo ostenta el sueco Armand Duplantis con 6,29 m, marca lograda el 12 de agosto de 2025 en Budapest, Hungría.
|                   |         | Marca | Atleta               | País           | Lugar                 | Fecha      |
| ----------------- | ------- | ----- | -------------------- | -------------- | --------------------- | ---------- |
| Mundial (WR)      | Hombres | 6,29  | Armand Duplantis     | Suecia         | Budapest              | 12-08-2025 |
| Mundial (WR)      | Mujeres | 5,06  | Yelena Isinbáyeva    | Rusia          | Zúrich                | 28-08-2009 |
| Olímpico (OR)     | Hombres | 6,25  | Armand Duplantis     | Suecia         | París                 | 05-08-2024 |
| Olímpico (OR)     | Mujeres | 5,05  | Yelena Isinbáyeva    | Rusia          | Pekín                 | 18-08-2008 |
| Europeo (ER)      | Hombres | 6,27  | Armand Duplantis     | Suecia         | Chorzów               | 25-08-2024 |
| Europeo (ER)      | Mujeres | 5,06  | Yelena Isinbáyeva    | Rusia          | Zúrich                | 28-08-2009 |
| Américas (AM)     | Hombres | 6,04  | Brad Walker          | Estados Unidos | Eugene                | 07-06-2008 |
| Américas (AM)     | Mujeres | 4,92  | Jennifer Stuczynski  | Estados Unidos | Eugene                | 06-07-2008 |
| Africano (AF)     | Hombres | 6,03  | Okkert Brits         | Sudáfrica      | Colonia               | 18-08-1995 |
| Africano (AF)     | Mujeres | 4,42  | Elmarie Gerryts      | Sudáfrica      | Wesel                 | 12-06-2000 |
| Asiático (AS)     | Hombres | 5,90  | Grigoriy Yegorov     | Kazajistán     | Stuttgart             | 19-08-1993 |
| Asiático (AS)     | Hombres | 5,90  | Igor Potapovich      | Kazajistán     | Niza                  | 10-07-1996 |
| Asiático (AS)     | Mujeres | 4,64  | Shuying Gao          | China          | Nueva York            | 02-06-2007 |
| Oceánico (OC)     | Hombres | 6,05  | Dmitri Markov        | Australia      | Edmonton              | 09-08-2001 |
| Oceánico (OC)     | Mujeres | 4,76  | Alana Boyd           | Australia      | Perth                 | 24-02-2012 |
| Sudamericano (SA) | Hombres | 6,03  | Thiago Braz Da Silva | Brasil         | Río de Janeiro        | 15-08-2016 |
| Sudamericano (SA) | Mujeres | 4,87  | Fabiana Murer        | Brasil         | São Bernardo do Campo | 03-07-2016 |

## Los 25 atletas con mejores marcas mundiales
- La IAAF acepta marcas indoor (bajo techo) como equivalente con eventos en exteriores desde 2000.
- Actualizado hasta el 12 de agosto de 2025.[3][4]

### Categoría masculina
- Véase también Progresión de la marca de salto con pértiga masculino al aire libre.

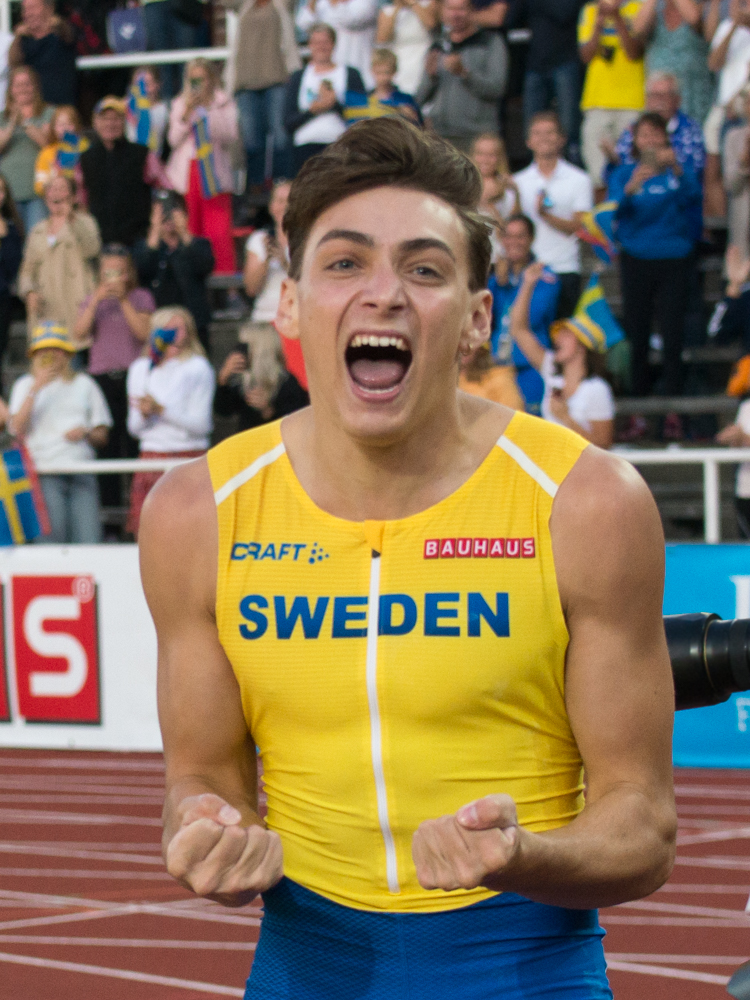
Armand Duplantis, actual plusmarquista mundial desde 2023.

| Pos. | Marca | Atleta               | Fecha                    | Lugar               |
| ---- | ----- | -------------------- | ------------------------ | ------------------- |
| 1    | 6.29  | Armand Duplantis     | 12 de agosto de 2025     | Estocolmo           |
| 2    | 6.16  | Renaud Lavillenie    | 15 de febrero de 2014    | Donetsk (indoor)    |
| 3    | 6.15  | Sergey Bubka         | 21 de febrero de 1993    | Donetsk (indoor)    |
| 4    | 6.06  | Steve Hooker         | 7 de febrero de 2009     | Boston (indoor)     |
| 4    | 6.05  | Maksim Tarasov       | 16 de junio de 1999      | Atenas              |
| 4    | 6.05  | Dmitri Markov        | 9 de agosto de 2001      | Edmonton            |
| 4    | 6.05  | Sam Kendricks        | 27 de julio de 2019      | Des Moines          |
| 7    | 6.04  | Brad Walker          | 8 de junio de 2008       | Eugene              |
| 8    | 6.03  | Okkert Brits         | 18 de agosto de 1995     | Colonia             |
| 8    | 6.03  | Jeff Hartwig         | 14 de junio de 2000      | Jonesboro           |
| 8    | 6.03  | Thiago Braz da Silva | 15 de agosto de 2016     | Río de Janeiro      |
| 11   | 6.02  | Rodion Gataullin     | 4 de febrero de 1989     | Gomel (indoor)      |
| 12   | 6.01  | Igor Trandenkov      | 4 de julio de 1996       | San Petersburgo     |
| 12   | 6.01  | Timothy Mack         | 18 de septiembre de 2004 | Mónaco              |
| 12   | 6.01  | Yevgeny Lukyanenko   | 1 de julio de 2008       | Bydgoszcz           |
| 12   | 6.01  | Björn Otto           | 5 de septiembre de 2012  | Aquisgrán           |
| 16   | 6.00  | Tim Lobinger         | 27 de agosto de 1997     | Colonia             |
| 16   | 6.00  | Jean Galfione        | 6 de marzo de 1999       | Maebashi (indoor)   |
| 16   | 6.00  | Danny Ecker          | 11 de febrero de 2001    | Dortmund (indoor)   |
| 16   | 6.00  | Toby Stevenson       | 8 de mayo de 2004        | Modesto, California |
| 16   | 6.00  | Paul Burgess         | 25 de febrero de 2005    | Perth               |
| 16   | 6.00  | Piotr Lisek          | 4 de febrero de 2017     | Potsdam (indoor)    |
| 16   | 6.00  | Timur Morgunov       | 12 de agosto de 2018     | Berlín              |
| 16   | 6.00  | Shawnacy Barber      | 15 de enero de 2016      | Reno (indoor)       |
| 25   | 5.98  | Lawrence Johnson     | 25 de mayo de 1996       | Knoxville           |

### Categoría femenina
- Véase también Progresión de la marca de salto con pértiga femenino al aire libre

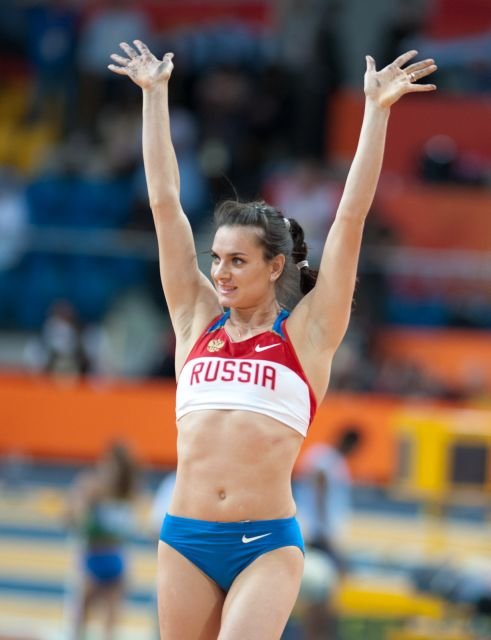
Yelena Isinbáyeva, actual plusmarquista mundial desde 2009.

| Rank | Marca | Atleta                 | Fecha                    | Lugar                     |
| ---- | ----- | ---------------------- | ------------------------ | ------------------------- |
| 1    | 5.06  | Yelena Isinbáyeva      | 28 de agosto de 2009     | Zúrich                    |
| 2    | 5.03  | Jennifer Suhr          | 30 de enero de 2016      | Brockport (indoor)        |
| 3    | 5.01  | Anzhelika Sidorova     | 9 de septiembre de 2021  | Zúrich                    |
| 4    | 5.00  | Sandi Morris           | 9 de septiembre de 2016  | Bruselas                  |
| 5    | 4.95  | Katie Nageotte         | 26 de junio de 2021      | Marietta                  |
| 6    | 4.94  | Eliza McCartney        | 17 de julio de 2018      | Jockgrim                  |
| 7    | 4.91  | Yarisley Silva         | 2 de agosto de 2015      | Beckum                    |
| 7    | 4.91  | Katerina Stefanidi     | 6 de agosto de 2017      | Londres                   |
| 9    | 4.90  | Demi Payne             | 20 de febrero de 2016    | Nueva York (indoor)       |
| 10   | 4.88  | Svetlana Feofanova     | 4 de julio de 2004       | Heraclión                 |
| 11   | 4.87  | Holly Bleasdale        | 21 de enero de 2012      | Villeurbanne (indoor)     |
| 11   | 4.87  | Fabiana Murer          | 3 de julio de 2016       | São Bernardo do Campo     |
| 13   | 4.85  | Anna Rogowska          | 6 de marzo de 2011       | París (indoor)            |
| 14   | 4.83  | Stacy Dragila          | 8 de junio de 2004       | Ostrava                   |
| 14   | 4.83  | Nikoleta Kyriakopoulou | 4 de julio de 2015       | Saint-Denis               |
| 16   | 4.82  | Monika Pyrek           | 22 de septiembre de 2007 | Stuttgart                 |
| 16   | 4.82  | Silke Spiegelburg      | 21 de julio de 2012      | Mónaco                    |
| 18   | 4.81  | Alana Boyd             | 2 de julio de 2016       | Sunshine Coast            |
| 18   | 4.81  | Angelica Bengtsson     | 24 de febrero de 2019    | Clermont-Ferrand (indoor) |
| 20   | 4.80  | Martina Strutz         | 30 de agosto de 2011     | Daegu                     |
| 20   | 4.80  | Nicole Büchler         | 17 de marzo de 2016      | Portland (indoor)         |
| 22   | 4.78  | Tatyana Polnova        | 19 de septiembre de 2004 | Mónaco                    |
| 23   | 4.77  | Annika Becker          | 7 de julio de 2002       | Wattenscheid              |
| 24   | 4.76  | Jirina Ptacnikova      | 4 de septiembre de 2013  | Plzen                     |
| 25   | 4.75  | Katerina Badurova      | 28 de agosto de 2007     | Osaka                     |
| 25   | 4.75  | Yuliya Golubchikova    | 18 de agosto de 2008     | Pekín                     |
| 25   | 4.75  | Kylie Hutson           | 2 de marzo de 2013       | Albuquerque (indoor)      |
| 25   | 4.75  | Lisa Ryzih             | 4 de marzo de 2017       | Belgrado (indoor)         |
| 25   | 4.75  | Alysha Newman          | 27 de agosto de 2017     | Beckum                    |
| 25   | 4.75  | Ninon Guillon-Romarin  | 20 de julio de 2018      | Mónaco                    |
| 25   | 4.75  | Michaela Meijer        | 10 de febrero de 2019    | Bærum (indoor)            |

## Campeones olímpicos
Para medallistas ver Anexo:Medallistas olímpicos en atletismo (Salto con pértiga masculino).
| Edición             | Oro                                                                    | Plata                                                           | Bronce                                                                              |
| ------------------- | ---------------------------------------------------------------------- | --------------------------------------------------------------- | ----------------------------------------------------------------------------------- |
| Atenas 1896         | Welles Hoyt (3,30 m) · Estados Unidos                                  | Albert Tyler · Estados Unidos                                   | Evangelos Damaskos · Grecia Ioannis Theodoropoulos · Grecia                         |
| París 1900          | Irving Baxter (3,30 m) · Estados Unidos                                | Meredith Colket · Estados Unidos                                | Carl-Albert Andersen · Noruega                                                      |
| Saint Louis 1904    | Charles Dvorak (3,50 m) · Estados Unidos                               | LeRoy Samse · Estados Unidos                                    | Louis Wilkins · Estados Unidos                                                      |
| Londres 1908        | Edward Cooke (3,71 m) · Estados Unidos Alfred Gilbert · Estados Unidos | medalla no otorgada                                             | Edward Archibald · Canadá Charles Jacobs · Estados Unidos Bruno Söderström · Suecia |
| Estocolmo 1912      | Harry Babcock (3,95 m) · Estados Unidos                                | Frank Nelson · Estados Unidos Marc Wright · Estados Unidos      | William Happenny · Canadá Frank Murphy · Estados Unidos Bertil Uggla · Suecia       |
| Amberes 1920        | Frank Foss (4,09 m) · Estados Unidos                                   | Henry Petersen · Dinamarca                                      | Edwin Myers · Estados Unidos                                                        |
| París 1924          | Lee Barnes (3,95 m) · Estados Unidos                                   | Glen Graham · Estados Unidos                                    | James Brooker · Estados Unidos                                                      |
| Ámsterdam 1928      | Sabin Carr (4,20 m) · Estados Unidos                                   | William Droegemueller · Estados Unidos                          | Charles McGinnis · Estados Unidos                                                   |
| Los Ángeles 1932    | William Miller (4,31 m) · Estados Unidos                               | Shūhei Nishida · Japón                                          | George Jefferson · Estados Unidos                                                   |
| Berlín 1936         | Earle Meadows (4,35 m) · Estados Unidos                                | Shūhei Nishida · Japón                                          | Sueo Ōe · Japón                                                                     |
| Londres 1948        | Guinn Smith (4,30 m) · Estados Unidos                                  | Erkki Kataja · Finlandia                                        | Bob Richards · Estados Unidos                                                       |
| Helsinki 1952       | Bob Richards (4,55 m) · Estados Unidos                                 | Donald Laz · Estados Unidos                                     | Ragnar Lundberg · Suecia                                                            |
| Melbourne 1956      | Bob Richards (4,56 m) · Estados Unidos                                 | Bob Gutowski · Estados Unidos                                   | Georgios Roubanis · Grecia                                                          |
| Roma 1960           | Don Bragg (4,70 m) · Estados Unidos                                    | Ron Morris · Estados Unidos                                     | Eeles Landström · Finlandia                                                         |
| Tokio 1964          | Fred Hansen (5,10 m) · Estados Unidos                                  | Wolfgang Reinhardt · Equipo Alemán Unificado                    | Klaus Lehnertz · Equipo Alemán Unificado                                            |
| México 1968         | Bob Seagren (5,40 m) · Estados Unidos                                  | Claus Schiprowski · Alemania Occidental                         | Wolfgang Nordwig · Alemania Oriental                                                |
| Múnich 1972         | Wolfgang Nordwig (5,50 m) · Alemania Oriental                          | Bob Seagren · Estados Unidos                                    | Jan Johnson · Estados Unidos                                                        |
| Montreal 1976       | Tadeusz Ślusarski (5,50 m) · Polonia                                   | Antti Kalliomäki · Finlandia                                    | David Roberts · Estados Unidos                                                      |
| Moscú 1980          | Władysław Kozakiewicz (5,78 m) · Polonia                               | Tadeusz Ślusarski · Polonia Konstantin Volkov · Unión Soviética | Medalla no otorgada                                                                 |
| Los Ángeles 1984    | Pierre Quinon (5,75 m) · Francia                                       | Mike Tully · Estados Unidos                                     | Earl Bell · Estados Unidos Thierry Vigneron · Francia                               |
| Seúl 1988           | Serguéi Bubka (5,90 m) · Unión Soviética                               | Rodion Gataullin · Unión Soviética                              | Grigoriy Yegorov · Unión Soviética                                                  |
| Barcelona 1992      | Maksim Tarasov (5,80 m) · Equipo Unificado                             | Ígor Trandenkov · Equipo Unificado                              | Javier García Chico · España                                                        |
| Atlanta 1996        | Jean Galfione (5,92 m) · Francia                                       | Ígor Trandenkov · Rusia                                         | Andrei Tivontchik · Alemania                                                        |
| Sídney 2000         | Nick Hysong (5,90 m) · Estados Unidos                                  | Lawrence Johnson · Estados Unidos                               | Maksim Tarasov · Rusia                                                              |
| Atenas 2004         | Timothy Mack (5,95 m) · Estados Unidos                                 | Toby Stevenson · Estados Unidos                                 | Giuseppe Gibilisco · Italia                                                         |
| Pekín 2008          | Steven Hooker (5,96 m) · Australia                                     | Yevgeny Lukyanenko · Rusia                                      | Denys Yurchenko · Ucrania                                                           |
| Londres 2012        | Renaud Lavillenie (5,97 m) · Francia                                   | Björn Otto · Alemania                                           | Raphael Holzdeppe · Alemania                                                        |
| Río de Janeiro 2016 | Thiago Braz da Silva (6,03 m) · Brasil                                 | Renaud Lavillenie · Francia                                     | Sam Kendricks · Estados Unidos                                                      |
| Tokio 2020          | Armand Duplantis (6,02 m) · Suecia                                     | Christopher Nilsen · Estados Unidos                             | Thiago Braz da Silva · Brasil                                                       |
| París 2024          | Armand Duplantis (6,25 m ) · Suecia                                    | Sam Kendricks · Estados Unidos                                  | Emmanouil Karalis · Grecia                                                          |

### Femenino
| Edición             | Oro                                      | Plata                          | Bronce                          |
| ------------------- | ---------------------------------------- | ------------------------------ | ------------------------------- |
| Sídney 2000         | Stacy Dragila (4,60 m) · Estados Unidos  | Tatiana Grigorieva · Australia | Vala Flosadóttir · Islandia     |
| Atenas 2004         | Yelena Isinbáyeva (4,91 m) · Rusia       | Svetlana Feofanova · Rusia     | Anna Rogowska · Polonia         |
| Pekín 2008          | Yelena Isinbáyeva (5,05 m ) · Rusia      | Jennifer Suhr · Estados Unidos | Svetlana Feofanova · Rusia      |
| Londres 2012        | Jennifer Suhr (4,75 m) · Estados Unidos  | Yarisley Silva · Cuba          | Yelena Isinbáyeva · Rusia       |
| Río de Janeiro 2016 | Ekaterini Stefanidi (4,85 m) · Grecia    | Sandi Morris · Estados Unidos  | Eliza McCartney · Nueva Zelanda |
| Tokio 2020          | Katie Nageotte (4,90 m) · Estados Unidos | Anzhelika Sidorova · ROC       | Holly Bradshaw · Reino Unido    |
| París 2024          | Nina Kennedy (4,90 m) · Australia        | Katie Moon · Estados Unidos    | Alysha Newman · Canadá          |

## Campeones mundiales
- Ganadores en el Campeonato Mundial de Atletismo.

### Masculino
| Edición         | Oro                 | Plata              | Bronce                                            |
| --------------- | ------------------- | ------------------ | ------------------------------------------------- |
| Helsinki 1983   | Sergey Bubka        | Konstantin Volkov  | Atanas Tarev                                      |
| Roma 1987       | Sergey Bubka        | Thierry Vigneron   | Radion Gataullin                                  |
| Tokio 1991      | Sergey Bubka        | István Bagyula     | Maksim Tarasov                                    |
| Stuttgart 1993  | Sergey Bubka        | Grigoriy Yegorov   | Maksim Tarasov Igor Trandenkov                    |
| Gotemburgo 1995 | Sergey Bubka        | Maksim Tarasov     | Jean Galfione                                     |
| Atenas 1997     | Sergey Bubka        | Maksim Tarasov     | Dean Starkey                                      |
| Sevilla 1999    | Maksim Tarasov      | Dmitri Markov      | Aleksandr Averbuch                                |
| Edmonton 2001   | Dmitri Markov       | Aleksandr Averbuch | Nick Hysong                                       |
| París 2003      | Giuseppe Gibilisco  | Okkert Brits       | Patrik Kristiansson                               |
| Helsinki 2005   | Rens Blom           | Brad Walker        | Pavel Gerasimov                                   |
| Osaka 2007      | Brad Walker         | Romain Mesnil      | Danny Ecker                                       |
| Berlín 2009     | Steve Hooker        | Romain Mesnil      | Renaud Lavillenie                                 |
| Daegu 2011      | Paweł Wojciechowski | Lázaro Borges      | Renaud Lavillenie                                 |
| Moscú 2013      | Raphael Holzdeppe   | Renaud Lavillenie  | Björn Otto                                        |
| Pekín 2015      | Shawnacy Barber     | Raphael Holzdeppe  | Renaud Lavillenie Paweł Wojciechowski Piotr Lisek |
| Londres 2017    | Sam Kendricks       | Piotr Lisek        | Renaud Lavillenie                                 |
| Doha 2019       | Sam Kendricks       | Armand Duplantis   | Piotr Lisek                                       |
| Oregón 2022     | Armand Duplantis    | Christopher Nilsen | Ernest Obiena                                     |
| Budapest 2023   | Armand Duplantis    | Ernest Obiena      | Kurtis Marschall Christopher Nilsen               |

### Femenino
| Edición       | Oro                     | Plata                        | Bronce                          |
| ------------- | ----------------------- | ---------------------------- | ------------------------------- |
| Sevilla 1999  | Stacy Dragila           | Anzhela Balakhonova          | Tatiana Grigorieva              |
| Edmonton 2001 | Stacy Dragila           | Svetlana Feofánova           | Monika Pyrek                    |
| París 2003    | Svetlana Feofánova      | Annika Becker                | Yelena Isinbáyeva               |
| Helsinki 2005 | Yelena Isinbáyeva       | Monika Pyrek                 | Pavla Hamáčková                 |
| Osaka 2007    | Yelena Isinbáyeva       | Kateřina Baďurová            | Svetlana Feofánova              |
| Berlín 2009   | Anna Rogowska           | Chelsea Johnson Monika Pyrek | Medalla no otorgada             |
| Daegu 2011    | Fabiana Murer           | Martina Strutz               | Svetlana Feofánova              |
| Moscú 2013    | Yelena Isinbáyeva       | Jennifer Suhr                | Yarisley Silva                  |
| Pekín 2015    | Yarisley Silva          | Fabiana Murer                | Nikoleta Kyriakopulu            |
| Londres 2017  | Ekaterini Stefanidi     | Sandi Morris                 | Robeilys Peinado Yarisley Silva |
| Doha 2019     | Anzhelika Sidorova      | Sandi Morris                 | Katerina Stefanidi              |
| Oregón 2022   | Katie Nageotte          | Sandi Morris                 | Nina Kennedy                    |
| Budapest 2023 | Katie Moon Nina Kennedy | Medalla no otorgada          | Wilma Murto                     |

## Mejores marcas por temporada
| Año  | Distancia | Atleta                         | Lugar              |
| ---- | --------- | ------------------------------ | ------------------ |
| 1970 | 5.49      | Christos Papanikolaou          | Atenas             |
| 1971 | 5.43      | Kjell Isaksson                 | Siena              |
| 1972 | 5.63      | Bob Seagren                    | Eugene             |
| 1973 | 5.49      | Steve Smith                    | Nueva York         |
| 1974 | 5.53      | Steve Smith                    | Pocatello          |
| 1975 | 5.65      | David Roberts                  | Gainesville        |
| 1976 | 5.70      | David Roberts                  | Eugene             |
| 1977 | 5.66      | Wladyslaw Kozakiewicz          | Varsovia           |
| 1978 | 5.71      | Mike Tully                     | Corvallis          |
| 1979 | 5.65      | Patrick Abada Philippe Houvion | París              |
| 1980 | 5.78      | Wladyslaw Kozakiewicz          | Moscú              |
| 1981 | 5.81      | Vladimir Polyakov              | Tiflis             |
| 1982 | 5.75      | Dave Volz Jean-Michel Bellot   | NizaColombes       |
| 1983 | 5.83      | Thierry Vigneron               | Roma               |
| 1984 | 5.94      | Sergey Bubka                   | Roma               |
| 1985 | 6.00      | Sergey Bubka                   | París              |
| 1986 | 6.01      | Sergey Bubka                   | Moscú              |
| 1987 | 6.03      | Sergey Bubka                   | Praga              |
| 1988 | 6.06      | Sergey Bubka                   | Niza               |
| 1989 | 6.03 i    | Sergey Bubka                   | Osaka              |
| 1990 | 6.05 i    | Sergey Bubka                   | Donetsk            |
| 1991 | 6.12 i    | Sergey Bubka                   | Grenoble           |
| 1992 | 6.13      | Sergey Bubka                   | Tokio; Berlín      |
| 1993 | 6.15 i    | Sergey Bubka                   | Donetsk            |
| 1994 | 6.14      | Sergey Bubka                   | Sestriere          |
| 1995 | 6.03      | Okkert Brits                   | Colonia            |
| 1996 | 6.02      | Sergey Bubka                   | Atlanta            |
| 1997 | 6.05      | Sergey Bubka                   | Fukuoka            |
| 1998 | 6.01      | Jeff Hartwig                   | Uniondale          |
| 1999 | 6.05      | Maxim Tarasov                  | Atenas             |
| 2000 | 6.03      | Jeff Hartwig                   | Jonesboro          |
| 2001 | 6.05      | Dmitriy Markov                 | Edmonton           |
| 2002 | 6.02 i    | Jeff Hartwig                   | Sindelfingen       |
| 2003 | 5.95      | Romain Mesnil                  | Castres            |
| 2004 | 6.01      | Timothy Mack                   | Mónaco             |
| 2005 | 6.00      | Paul Burgess                   | Perth              |
| 2006 | 6.00      | Brad Walker                    | Jockgrim           |
| 2007 | 5.95      | Brad Walker                    | Brisbane           |
| 2008 | 6.04      | Brad Walker                    | Eugene             |
| 2009 | 6.06      | Steve Hooker                   | Boston             |
| 2010 | 6.01 i    | Steve Hooker                   | Doha               |
| 2011 | 6.03 i    | Renaud Lavillenie              | París              |
| 2012 | 6.01      | Björn Otto                     | Aquisgrán          |
| 2013 | 6.02      | Renaud Lavillenie              | Londres            |
| 2014 | 6.16 i    | Renaud Lavillenie              | Donetsk            |
| 2015 | 6.05      | Renaud Lavillenie              | Eugene             |
| 2016 | 6.03      | Thiago Braz da Silva           | Río de Janeiro     |
| 2016 | 6.03 i    | Renaud Lavillenie              | Jablonec nad Nisou |
| 2017 | 6.00 i    | Piotr Lisek                    | Potsdam            |
| 2017 | 6.00      | Sam Kendricks                  | Sacramento         |
| 2018 | 6.05      | Armand Duplantis               | Berlín             |
| 2019 | 6.06      | Sam Kendricks                  | Des Moines         |
| 2020 | 6.18 i    | Armand Duplantis               | Glasgow            |
| 2021 | 6.10      | Armand Duplantis               | Hengelo            |
| 2022 | 6.21      | Armand Duplantis               | Estocolmo          |
| 2023 | 6.22      | Armand Duplantis               | Clermont-Ferrand   |
| 2024 | 6.26      | Armand Duplantis               | Chorzów            |

| Año  | Distancia | Atleta                    | Lugar            |
| ---- | --------- | ------------------------- | ---------------- |
| 1970 | ---       |                           |                  |
| 1971 | ---       |                           |                  |
| 1972 | ---       |                           |                  |
| 1973 | ---       |                           |                  |
| 1974 | ---       |                           |                  |
| 1975 | ---       |                           |                  |
| 1976 | ---       |                           |                  |
| 1977 | ---       |                           |                  |
| 1978 | ---       |                           |                  |
| 1979 | ---       |                           |                  |
| 1980 | ---       |                           |                  |
| 1981 | ---       |                           |                  |
| 1982 | ---       |                           |                  |
| 1983 | ---       |                           |                  |
| 1984 | ---       |                           |                  |
| 1985 | ---       |                           |                  |
| 1986 | ---       |                           |                  |
| 1987 | ---       |                           |                  |
| 1988 | ---       |                           |                  |
| 1989 | ---       |                           |                  |
| 1990 | ---       |                           |                  |
| 1991 | 4.05      | Zhang Chunzhen            | Guangzhou        |
| 1992 | 4.05      | Sun Caiyun                | Nanjing          |
| 1993 | 4.11      | Sun Caiyun                | Guangzhou        |
| 1994 | 4.12      | Sun Caiyun                | Guangzhou        |
| 1995 | 4.28      | Emma George               | Perth            |
| 1996 | 4.45      | Emma George               | Sapporo          |
| 1997 | 4.55      | Emma George               | Melbourne        |
| 1998 | 4.59      | Emma George               | Brisbane         |
| 1999 | 4.60      | Emma George Stacy Dragila | SídneySevilla    |
| 2000 | 4.63      | Stacy Dragila             | Sacramento       |
| 2001 | 4.81      | Stacy Dragila             | Palo Alto        |
| 2002 | 4.78      | Svetlana Feofanova        | Estocolmo        |
| 2003 | 4.82      | Yelena Isinbáyeva         | Gateshead        |
| 2004 | 4.92      | Yelena Isinbáyeva         | Bruselas         |
| 2005 | 5.01      | Yelena Isinbáyeva         | Helsinki         |
| 2006 | 4.91      | Yelena Isinbáyeva         | Londres; Donetsk |
| 2007 | 4.93 i    | Yelena Isinbáyeva         | Donetsk          |
| 2008 | 5.05      | Yelena Isinbáyeva         | Pekín            |
| 2009 | 5.06      | Yelena Isinbáyeva         | Zúrich           |
| 2010 | 4.89      | Jennifer Suhr             | Des Moines       |
| 2011 | 4.91      | Jennifer Suhr             | Rochester        |
| 2012 | 5.01 i    | Yelena Isinbáyeva         | Estocolmo        |
| 2013 | 5.02 i    | Jennifer Suhr             | Albuquerque      |
| 2014 | 4.80      | Fabiana Murer             | Nueva York       |
| 2015 | 4.91      | Yarisley Silva            | Beckum           |
| 2016 | 5.03      | Jennifer Suhr             | Brockport        |
| 2017 | 4.91      | Ekaterini Stefanidi       | Londres          |
| 2018 | 4.95      | Sandi Morris              | Greenville       |
| 2019 | 4.95      | Anzhelika Sidorova        | Doha             |
| 2020 | 4.95      | Anzhelika Sidorova        | Moscú            |
| 2021 | 5.01      | Anzhelika Sidorova        | Zürich           |
| 2022 | 4.85      | Katie Moon                | Eugene           |
| 2022 | 4.85      | Sandi Morris              | Eugene           |
| 2022 | 4.85      | Wilma Murto               | Múnich           |
| 2023 | 4.91      | Nina Kennedy              | Zürich           |

- "i" denota marca indoor o bajo techo.